# 轟木利治
轟木 利治（とどろき としはる、1960年2月10日 - ）は、日本の政治家。参議院議員（1期）を務めた。

## 略歴
宮崎県北諸県郡三股町生まれ。現在は東京都在住。中央大学法学部を卒業後大同特殊鋼に勤務。労働組合の役員を歴任し最終的には日本基幹産業労働組合連合会（基幹労連）中央副執行委員長を務めた。
第21回参議院議員通常選挙で民主党公認候補として比例区に出馬、初当選した。
小学校3年から剣道を始め、全国中学生大会出場、高校総体団体三位、全日本学生大会団体優勝、全日本実業団高壮年大会六、七段の部個人優勝（2000年）。現在の段位は七段。
- 1978年（S.53）：梅村学園三重高等学校卒業
- 1982年（S.57）：中央大学法学部卒業、大同特殊鋼（株）入社 星崎工場原材料課運輸係配属
- 1986年（S.61）：大同特殊鋼星崎工場労組執行委員
- 1996年（H.8） ：大同特殊鋼労連事務局長
- 2000年（H.12）：大同特殊鋼労連副委員長、（兼）星崎工場労組委員長
- 2007年（H.19）：第21回参議院議員通常選挙で初当選
- 2013年（H.25）：第23回参議院議員通常選挙で落選[2]
- 2016年（H.28）：第24回参議院議員通常選挙で落選[3]

## 参議院での主な経歴
- 2007年（H.19）：環境委員会委員
- 2009年（H.21）：国民生活・経済に関する調査会理事
- 2010年（H.22）：環境委員会理事
- 2011年（H.23）：経済産業委員会筆頭理事
- 2012年（H.24）：政治倫理の確立及び選挙制度に関する特別委員会委員長

## 主な役職
- 民主党参議院比例区第5総支部長
- 民主党愛知県連副代表
- 基幹労連国政フォーラム幹事長
- 連合組織内議員懇談会事務局長
- 金属労協政治顧問
- 労働福祉・共済政策議員懇談会事務局長
- メガフロート早期実用化議員連盟事務局長
- ものづくり技術の革新を進める会事務局次長